# Bellanode
Bellanode (engelska: Ballinode, iriska: Béal Átha an Fhóid) är en ort i republiken Irland.   Den ligger i grevskapet County Monaghan och provinsen Ulster, i den norra delen av landet, 120 km nordväst om huvudstaden Dublin. Bellanode ligger 64 meter över havet och antalet invånare är 473.
Terrängen runt Bellanode är huvudsakligen platt, men åt nordväst är den kuperad.Runt Bellanode är det ganska tätbefolkat, med 96 invånare per kvadratkilometer. Närmaste större samhälle är Monaghan, 4,8 km öster om Bellanode. Trakten runt Bellanode består i huvudsak av gräsmarker.